# Keum Suk Gendry-Kim
Keum Suk Gendry-Kim (Goheung, 1971) é uma quadrinista e tradutora sul-coreana. Vencedora do Harvey Awards. Atualmente vive na Ilha Ganghwa.

## Biografia
Nascida em 1971 na Coreia do Sul sob o controle do ditador Park Chung-hee. Por questões econômicas, sua família migrou da área rural da Coreia para a capital Seul durante sua infância, história retratada em sua obra “Le chant de mon père”. Saiu do país em 1994, mudando-se para Paris.
Estudou pintura no estilo ocidental na Universidade de Sejong, localizada em Seul na Coreia do Sul e em 1998 graduou -se em Artes, especializando-se em escultura e instalação, na Escola Superior de Artes Decorativas de Estrasburgo em Paris na França. Após a graduação em 1998, ficou mais um ano para continuar seus estudos. Durante esse ano trabalhou como assistente de ensino e auxiliou estudantes intercambistas coreanos, e concluiu seu post-diplôme na seção de Relure (encadernação de livros).
Em 1997, quando a mãe de Suk Gendry-Kim foi passar um período ela em Paris, soube da história de sua mãe, que foi separada da irmã durante a Guerra da Coreia, drama relatado posteriormente em sua obra de ficção "A Espera".
Após seu período na Escola Superior de Artes Decorativas de Estrasburgo, fez algumas exposições e residências no exterior, mas teve dificuldades financeiras. Então, começou um trabalho de meio período traduzindo histórias em quadrinhos coreanas para o francês, onde desenvolveu seu interesse pelo gênero. Keum Suk Gendry-Kim já traduziu cerca de cem graphic novels.
Após viver anos na França, Keum Suk Gendry-Kim e seu esposo Loïc Gendry se mudaram para a Coreia do Sul em 2011.
Ela já havia publicado algumas obras menores em 2010 antes de fazer sua estreia na produção de história em quadrinhos em 2012, com a história em quadrinhos autobiográfica 'Le chant de mon père', publicada pela Éditions Sarbacane.
Foi em 2013, quando ela trabalhou em uma curta história em quadrinhos chamada "Secret", baseada no testemunho de vítimas, que ela decidiu escrever uma história em quadrinhos sobre a situação das escravas sexuais durante a guerra, chamadas de 'mulheres de conforto', que resultou em sua aclamada obra "Grama".

## Obras

### Publicadas no Brasil
- Meu Amigo Kim Jong Un (2023). Editora Pipoca & Nanquim.   ISBN 9786554481045

- Cães (2023). Editora Pipoca & Nanquim.  ISBN 9786554480376
- Jun (2022). Editora Pipoca & Nanquim.  ISBN 9786589912200
- A Espera (2021). Editora Pipoca & Nanquim. ISBN 9786589912514
- Grama (2020). Editora Pipoca & Nanquim. ISBN 9786586672046

### Publicadas na França
- L'attente: Une famille coréenne brisée par la partition du pays (2021). pt/br: A Espera.
- Jun (2020).
- L'Arbre Nu (2020).
- Alexandra Kim, la sibérienne (2020).
- Les Mauvaises herbes (2018). pt/br: Grama.
- Jiseul (2015).
- De case en case: portraits de 15 bédéistes sud-coréens (2015).
- Le chant de mon père (2012).

## Premiações
| Obra  | Categoria                                   | Premiação                         | Ano  | Status   |
| ----- | ------------------------------------------- | --------------------------------- | ---- | -------- |
| Grama | Non-fiction                                 | Believer Book Award               | 2020 | Indicado |
| Grama | Best Print Comic of the Year                | The Cartoonist Studio Prize       | 2020 | Vencedor |
| Grama | Best Graphic Novel                          | Big Other Book Award              | 2020 | Vencedor |
| Grama | Best Graphic Novel                          | LA Times Book Prize               | 2020 | Indicado |
| Grama | Best Reality-Based Work                     | Eisner Award                      | 2020 | Indicado |
| Grama | Best Writer/Artist                          | Eisner Award                      | 2020 | Indicado |
| Grama | Best U.S. Edition of International Material | Eisner Award                      | 2020 | Indicado |
| Grama | Book of the Year                            | Harvey Award                      | 2020 | Indicado |
| Grama | Best International Book                     | Harvey Award                      | 2020 | Vencedor |
| Grama | Best Non-Finction Comic Work                | Ringo Award                       | 2020 | Indicado |
| Grama | Great Graphic Novel for Teens               | ALA / YALSA                       | 2020 | Vencedor |
| Grama | Alex Award                                  | ALA / YALSA                       | 2020 | Indicado |
| Grama | -                                           | Krause Essay Prize                | 2020 | Vencedor |
| Grama | Best Book                                   | VLA Graphic Novel Diversity Award | 2019 | Vencedor |

## Liçações externas
- Blog da Keum Suk Gendry-Kim
- International Standard Name Identifier (ISNI): 0000 0000 0528 7777
- US Library of Congress
- Bibliothèque Nationale de France